# Исиналиев, Михаил Иванович
Михаи́л Ива́нович Исинали́ев (при рождении Есенов Хәким Тілекенұлы; 15 сентября 1928, с. Питерка, Нижне-Волжский край — 19 августа 1999) — казахстанский государственный и партийный деятель, дипломат. Министр иностранных дел Казахской ССР (1981—1989).

## Биография
Происходит из казахского рода Ногай-казах (подрод Уйсин).
Окончил заочное отделение Саратовской юридической школы и Академию общественных наук при ЦК КПСС.
- 1945—1950 гг. — секретарь и судебный исполнитель в Народном суде.
- 1950—1951 гг. — второй, затем первый секретарь райкома комсомола и член бюро райкома ВКП(б).
- 1952—1954 — учился в Москве в Центральной Комсомольской школе
- 1955—1960 гг. — второй, первый секретарь Павлодарского обкома ЛКСМ Казахстана.
- 1960—1961 гг. — секретарь ЦК ЛКСМ Казахстана.
- 1961—1964 гг. — слушатель, затем аспирант Академии общественных наук в Москве. защитил кандидатскую диссертацию по философии
- 1964—1969 гг. — второй секретарь Алма-Атинского горкома Компартии Казахстана.
- с февраля 1969 года по июль 1981 года — заведующий отдела культуры ЦК Компартии Казахстана.
- 1981—1989 гг. — министр иностранных дел Казахской ССР.
- 1992—1999 гг. — посол по особым поручениям МИД Республики Казахстан.

Член ЦК Компартии Казахстана. Депутат Верховного Совета Казахской ССР 7—11 созывов. Член Советского комитета защиты мира.

## Дипломатический ранг
Чрезвычайный и полномочный посланник 1 класса.

## Сочинения
М. И. Исиналиев является автором шести книг («За сильных духом», «Небоскрёб на Ист Ривер», «Размышления вслух», «Штрихи к портретам», «Записки дипломата», «На грани эпох»), а также многих статей в периодической печати.

## Книги о нём
«Избранные труды М. И. Исиналиева» (2002 г. Алма-Ата, 1-2 том); «О чём говорят автографы» (2005 г. Алматы); «Хаким. Михаил Иванович. Маке» (издательство «Нурлы Алем» 2001 г. Алматы); «Михаил Исиналиев — политик и дипломат: Документальные очерки» / Составитель И. М. Козыбаев (издательство «Раритет», Алматы, 2018. — 496 с.).

## Награды
- Орден Трудового Красного Знамени (дважды).
- Орден «Знак Почёта» (дважды).
- Орден Дружбы народов.